# اريك كون
اريك كون (بالإنجليزية: Eric Kuhn)‏ هو مسير أعمال أمريكي، ولد في 1987 في نيويورك في الولايات المتحدة.